# Дњестарски лиман
Дњестарски лиман (укр. Дністровський лиман) је лиман формиран на мјесту ушћа ријеке Дњестар у Црно море. Налази се у Украјини у Одеској области. На његовој западној обали се налази град Билгород-Дњистровски, а град Овидиопол се наази на његовој источној обали. Град Шабо смјештен низводно од Белгорода Дњестровског је познат по производњи вина.
Површина лимана варира од 360 до 408 km², дугачак је 42,5 km, а максимална ширина износи 12 km. Просјечна дубина износи 1,8 m, а највећа 2,7 m.